# Віденська класична школа
Ві́денська класи́чна шко́ла, Віденський класицизм (нім. Wiener Klassik) — художній напрямок в європейській музичній культурі 2-ї половини XVIII — початку XIX століть.

## Музика
Представники — Й. Гайдн, В. А. Моцарт, Л. Бетховен. Мистецькими принципи представлені в музиці 1780-х — 1810-х років, тому що в ранній творчості Гайдна і Моцарта вони тільки складалися, а в пізніх творах Бетховена відчутна близькість романтизму.
Діяльність композиторів віденської школи підготовлена художнім досвідом їхніх попередників і сучасників, включаючи італійську і французьку оперу і інструментальну культуру, досягнення німецької музики (Г. Ф. Гендель, Й. С. Бах і його сини, мангеймська школа). Величезну роль у становленні Віденської школи зіграв музичний побут Відня — найбільшого музичного центру, музичний фольклор багатонаціональної Австрії. У віденських класиків тісно пов'язане із загальним підйомом австро-німецької культури, із Просвітництвом напередодні Великої французької революції. Творчі ідеї віденських класиків тісно стикаються з поглядами Г. Е. Лессінга, Й. Г. Гердера, Й. В. Ґете, Ф. Шиллера, І. Канта, Г. Гегеля, з деякими положеннями французьких енциклопедистів.
Для мистецтва представників Віденської школи характерні універсальність мистецтв, мислення, логічність, ясність художньої форми. У їх творах органічно сполучаються почуття й інтелект, трагічне і комічне, точний розрахунок і природність, невимушеність висловлення. У творчості віденських класиків виражене динамічне розуміння життєвих процесів, що знайшло найповніше втілення в сонатній формі і обумовило симфонізм багатьох їх творів. Із симфонізмом, у широкому сенсі, зв'язаний розквіт провідних інструментальних жанрів епохи — симфонії, сонати, концерту й камерного ансамблю, остаточного формування 4-частинного сонатно-симфонічного циклу (див. Циклічні форми). Музика композиторів Віденської класичної школи — новий етап у розвитку музичного мислення; для їх музичної мови характерні впорядкованість, централізованість у сполученні із внутрішньою розмаїтістю, багатством. У їхній творчості формуються класичні типи музичних структур — період й ін.; індивідуалізується музичний тематизм.
Розквіт Віденської школи збігся із загальним процесом становлення симфонічного оркестру — його стабільного складу, функціональної визначеності оркестрових груп. Склалися основні класичні типи камерних ансамблів — фортепіанного тріо, струнного квартету й ін.; з музики для сольних інструментальних особливо виділилася фортепіанна. Оперна творчість Моцарта відкрила широкі перспективи розвитку різних типів опери — ліричної і соціально-викривальної комедії, драми музичної, філоської опери-казки й ін. («Весілля Фігаро», «Дон Жуан», «Чарівна флейта»).
Кожний з майстрів Віденської школи мав неповторну індивідуальність. Якщо Гайдну і Бетховену ближчою виявилася сфера інструментальної музики, то Моцарт рівною мірою виявив себе і в оперному, і в інструментальному жанрах; Гайдн більше тяжів до народно-жанрових образів, гумору, жарту, Бетховен — до героїки, Моцарт, як універсальний художник, — до різноманітних відтінків ліричного переживання. Творчість композиторів Віденської школи належить до вершин світової художньої культури, і вплинула на подальший розвиток музики.